# Hàng không năm 1927
Đây là danh sách các sự kiện hàng không nổi bật xảy ra trong năm 1927:

## Các sự kiện

### Tháng 1
- 7 tháng 1 - Imperial Airways bắt đầu mở các tuyến đường bay từ Basra đến Cairo bay qua Baghdad.
- 15 tháng 1 - Boeing Air Transport được thành lập, mang bưu phẩm giữa Chicago và San Francisco. Sau này hãng này trở thành United Airlines

### Tháng 3
- 14 tháng 3 - Pan American Airways được thành lập để mang bưu phẩm trên tuyến đường Key West-La Habana.

### Tháng 5
- 1 tháng 5 - Imperial Airways giới thiệu dịch vụ phục vụ xa xỉ "Silver Wing" giữa Luân Đôn và Paris.
- 8 tháng 5-9 - Charles Nungesser và François Coli cố gắng thử bay qua Đại Tây Dương từ Paris để đến Mỹ trên một chiếc máy bay 2 tầng cánh Levasseur PL-8 "L'Oisseau Blanc", nhưng họ đã thất bại.
- 20 tháng 5-21 - Charles Lindbergh với Tinh thần của thánh St. Louis đã bay xuyên Đại Tây Dương không dừng và một mình, từ New York City đến Paris.
- 20 tháng 5 - Trung úy Roderic Carr thiết lập một kỷ lục bay kéo dài, khi cố gắng bay từ Anh đến Ấn Độ trên một chiếc Hawker Horsely. 3 ngày sau, anh ta được cứu khỏi Vịnh Ba Tư.
- 27 tháng 5 - Chiếc tàu hàng không mẫu hạm đầu tiên của Pháp, chiếc Béarn được hạ thủy.

### Tháng 6
- 4 tháng 6-6 - Với Charles A. Levine như một hành khách, Clarence Duncan Chamberlin đã thực hiện một chuyến bay vận chuyển với kỷ lục không dừng, trên máy bay một tầng cánh Columbia, từ Roosevelt Field, Long Island đến Eisleben, Đức, với quãng đường dài 3.911 dặm, trong 42 giờ 31 phút.
- 5 tháng 6 - the Verein für Raumschiffahrt ("Society for spaceship travel") được thành lập tại Đức.
- 6 tháng 6 - Nhà cải cách Canada, Wallace Turnbull bán sáng chế về cánh quạt thay đổi cường độ quay cho Curtiss-Wright ở Mỹ và Bristol ở Vương quốc Anh. Nó đã thành công trong chuyến bay thử nghiệm vào 29 tháng 6.
- 15 tháng 6 - Nhà kinh doanh người Mỹ, Van Lear Black thuê một chiếc Fokker F.VII của hãng KLM để bay từ Hà Lan đến Batavia, đây là chuyến bay thuê đầu tiên trên thế giới.
- 28 tháng 6-29 - Một chiếc Fokker C-2 của Quân đội Hoa Kỳ thực hiện chuyến bay không dừng đầu tiên từ lục địa Mỹ đến Hawaii.
- 29 tháng 6 - 1 tháng 7 - Richard Evelyn Byrd với phi hành đoàn của chiếc Fokker F.VIIa/3m "America" đã bay từ New York City đến Pháp.

### Tháng 7
- 17 tháng 7 - Một chiếc de Havilland DH.4 thuộc USMC được sử dụng để tấn công những tên cướp ở Nicaragua, khi chúng đe dọa các đơn vị đồn trú tại Ocotal.

### Tháng 8
- 12 tháng 8 - Không quân Hoàng gia Anh tuyển chọn một trong 4 thiết kế thủy phi cơ là: Supermarine Southampton, Blackburn Iris, Short Singapore, và Saunders-Roe Valkyrie.
- 26 tháng 8 - Bert Hinkler thiết lập một kỷ lục mới về chuyến bay không dừng xa nhất, bay từ Croydon, Anh đến Riga, Latvia.

### Tháng 9
- 8 tháng 9 - Công ty Cessna được thành lập.
- 26 tháng 9 - Cúp Schneider được tổ chức tại Venice, Ý. Người chiến thắng là trung úy S.N Webster (Vương quốc Anh) trên một chiếc Supermarine S5 đạt vận tốc 453.2 km/h (281.7 mph).
- 28 tháng 9 - Trung úy Dick Bently thuộc Không quân Nam Phi đến Nam Phi sau khi thực hiện chuyến bay một mình đầu tiên từ Anh. Anh ta rời Luân Đôn vào 1 tháng 9.

### Tháng 10
- 14 tháng 10-15 - Dieudonne Costes và Joseph le Brix thực hiện chuyến bay không dừng đầu tiên xuyên qua Nam Đại Tây Dương, trên một chiếc Breguet 19 từ Saint-Louis, Senegal đến Port Natal ở Brasil, đây là một phần của chuyến bay vòng quanh thế giới dài 57.000 km.

### Tháng 11
- 16 tháng 11 - Tàu sân bay Mỹ, USS Saratoga được hạ thủy.
- 17 tháng 11 - Ngài Alan Cobham thực hiện chuyến bay từ Anh trên một chiếc Short Singapore đến châu Phi để nghiên cứu.

### Tháng 12
- 14 tháng 12 - Tàu sân bay Mỹ, USS Lexington được hạ thủy.
- 29 tháng 12 - Georg Wulf, người sáng lập ra Focke-Wulf chết trong một tai nạn với chiếc Focke-Wulf Fw 19

## Chuyến bay đầu tiên
- Hamilton H-47, máy bay bằng kim loại đầu tiên của Mỹ
- Nieuport-Delage Ni-D 52

### Tháng 3
- 7 tháng 3 - Westland Wapiti
- 26 tháng 3 - Handley Page Hinaidi

### Tháng 4
- 27 tháng 4 - Stinson Detroiter

### Tháng 5
- 12 tháng 5 - Armstrong Whitworth Starling
- 17 tháng 5 - Bristol Bulldog

### Tháng 6
- 24 tháng 6 - Polikarpov Po-2

### Tháng 7
- 4 tháng 7 - Lockheed Vega

## Bắt đầu hoạt động

### Tháng 7
- 1 tháng 7 - Boeing 40 thuộc hãng Boeing Air Transport